# الحزب القمري للديمقراطية والتقدم
الحزب القمري للديمقراطية والتقدم (بالفرنسية: Parti Comrorien pour la Démocratie et le Progrès)‏ كان حزبا سياسيا في جزر القمر.

## التاريخ
دخل الحزب بقيادة علي مروجيه إلى المعارضة في نوفمبر / تشرين الثاني 1991. فاز الحزب بثلاثة مقاعد في انتخابات 1992 البرلمانية. ومع ذلك، تم تقليص حصته إلى مقعد واحد في الانتخابات المبكرة في العام التالي.
كان مروجيه مرشح الحزب للانتخابات الرئاسية لعام 2002، وحصل على المركز الثامن من بين تسعة مرشحين بنسبة 4٪ من الأصوات. قبل الانتخابات البرلمانية لعام 2004، انضم الحزب إلى معسكر الجزر ذاتية الحكم، الذي كان يعارض غزالي. وفاز التحالف بـ 12 مقعدًا من أصل 18 مقعدًا وجميع المقاعد التي تم انتخابها بشكل غير مباشر وعددها 15 مقعدًا.
رشح الحزب لطفي سليمان كمرشح للانتخابات الرئاسية لعام 2006. حصل على 2٪ فقط من الأصوات، واحتل المركز الحادي عشر من بين من 13 مرشحًا.